# Prima de riesgo
En economía, la prima de riesgo es la diferencia en la tasa de interés que a un inversor se le paga al contribuyente una determinada inversión con una  fiabilidad económica.

## Introducción
La prima se calcula como la diferencia entre el interés que se paga por la deuda de un país y el que se paga por la de otro. El dinero que piden los países entre sí se conoce como deuda pública, y como todo préstamo este tiene unos intereses que se calculan dependiendo de la  fiabilidad del país.
Si un estado puede pagar sus préstamos sin problemas tendrá menos intereses que uno que pueda tener problemas de dinero. Para calcular la prima de riesgo, medida en puntos, se escoge el país con menos interés de deuda y se compara su interés con el de los demás. Por ejemplo, si el interés de un país "A" es del 1% y el de otro país "I" es del 5%, la prima se obtiene restando ambos porcentajes y multiplicando por 100, es decir, 5% - 1% = 4%, que equivale a 400 puntos básicos. Esta sería la prima de riesgo del país "I".
Esta definición general admite dos acepciones particulares:
- La prima de riesgo teórica, que sería la mínima propensión a pagar un precio por el riesgo y se basaría en un cálculo de probabilidades objetivo.
- La prima de riesgo subjetiva o negociada, que sería el valor estimado por un mecanismo de mercado sobre el verdadero valor de la prima de riesgo teórica, que en muchas ocasiones, debido a que las probabilidades son desconocidas, no puede estimarse objetivamente.

En el mercado de deuda pública, la prima de riesgo, también conocida como diferencial de deuda, es el sobreprecio que paga un país para financiarse en los mercados en comparación con otros países. Este diferencial de deuda es un tipo de prima de riesgo subjetiva o negociada, que refleja el consenso o estimación obtenido en los mercados financieros. Su valor puede diferir de la prima de riesgo teórica, ya que se encuentra influida por rumores y su valor podría cambiar aún en presencia de informaciones económicas falsas.
De esta forma, cuanto mayor es el riesgo país, más alta y más baja será su prima de riesgo , más alto y bajo, será el tipo de interés de su deuda. 
Dicho de otra forma, es la rentabilidad que exigen los inversores (interés) a un país para comprar su deuda soberana en comparación con la que exigen a otros países. La prima de riesgo significa, de este modo, la confianza de los inversores en la solidez de una economía.

## Definición formal
Sea u la función de utilidad von Neumann-Morgenstern, creciente y cóncava, siendo rf el rendimiento de un activo libre de riesgo, y r el rendimiento aleatorio de un activo con riesgo. Escribiendo r como la suma de sus rendimientos hipotéticos esperados rf + {\displaystyle \pi } y su componente de riesgo de media cero x. Entonces, la prima de riesgo teórica {\displaystyle \pi } se define implícitamente como el único valor que satisface que:

{\displaystyle u(r_{f})=\langle u(r_{f}+\pi +x)\rangle ,\qquad \langle \cdot \rangle ={\mbox{valor esperado}}}

Así, la prima de riesgo será el importe en el cual el rendimiento esperado del activo con riesgo debería exceder el rendimiento del activo sin riesgo para hacer que el activo con riesgo y el activo sin riesgo sean igualmente atractivos.
Más allá, la identidad equivalente C se define por:

{\displaystyle u(C)=\langle u(r)\rangle }

Así, esta identidad equivalente es el valor que es igualmente atractivo al activo con riesgo. Como consecuencia de la aversión al riesgo, esta identidad equivalente será menor al rendimiento esperado del activo con riesgo.

## Ejemplo

### En general
Este ejemplo analiza un caso en que la prima de riesgo teórica es calculable debido a que las probabilidades objetivas se conocen. Considérese un programa de concursos televisivo en el cual un participante puede escoger una puerta entre dos posibles. Una esconde 1000 euros y la otra esconde cero euros. Además, supongamos que el anfitrión también permite al competidor tomar 500 euros en vez de tener que elegir una puerta. Las dos opciones (escoger entre la puerta 1 y la puerta 2, o tomar 500 euros) tienen el mismo valor esperado de 500 euros, de modo que no existe ninguna prima de riesgo en la elección entre dos puertas o los 500 euros garantizados.
Un individuo neutral al riesgo será indiferente entre las dos opciones. Sin embargo, un competidor averso al riesgo no escogerá ninguna puerta y se quedará con los 500 euros garantizados.
Si un número demasiado elevado de participantes son aversos al riesgo, la dirección del programa de concursos podría incentivar la elección más arriesgada (apostar a una de las dos puertas) a través del ofrecimiento de una prima de riesgo. Si el juego ofreciera 1.600 euros detrás de la puerta buena, aumentando a 800 euros el valor esperado de escoger entre las puertas 1 y 2, la prima de riesgo sería entonces 300 euros (esto es, los 800 euros de valor esperado menos 500 euros garantizados). Los competidores que necesiten una compensación de riesgo inferior a 300 euros escogerán una puerta en lugar de aceptar los 500 euros garantizados.

### En el mercado internacional de bonos
España y Alemania  no necesitan emitir bonos de deuda pública  de forma regular para financiarse.
Si la rentabilidad de los bonos de un país (País 1) a diez años es del 6,099%, y la de bonos de otro país (País 2) del 2,621%, la diferencia es del 3,478% (la resta entre 6,099 y 2,621). Esto es, de 347 puntos básicos. En este caso, la prima de riesgo del primer país sería de 347 puntos. Este sería un caso de prima de riesgo subjetiva o negociada, ya que las probabilidades reales de impago no se conocen con certeza, y se basan en conjeturas y expectativas subjetivas de los agentes económicos.
La prima de riesgo de los países de la Unión Europea se calcula respecto de Alemania porque se supone que su deuda pública es la que tiene menor riesgo de impago. Incluso se suele aceptar que su riesgo de impago es 0.